# Christopher Ewing
Christopher Ewing is een personage uit de Amerikaanse soapserie Dallas. De rol werd vertolkt door Eric Farlow van 1983 tot 1985 en door Joshua Harris van 1985 tot 1991. In 1996 werd de rol gespeeld door Chris Demetral in de tv-film Dallas: J.R. Returns. In 2012 start een nieuwe Dallas waarin de rol vertolkt zal worden door Jesse Metcalfe.

## Personagebeschrijving
Christopher is de geadopteerde zoon van Bobby Ewing en zijn vrouw Pamela Barnes. Hij is de zoon van Kristin Shepard en Jeff Farraday. Kristin is de zus van Bobby's schoonzus Sue Ellen. Kristin had een affaire met Sue Ellens man J.R. en werd zwanger van hem. Ze verliet Dallas en kreeg een miskraam. Kort daarna leerde ze Jeff Farraday kennen en werd zwanger van hem. Ze liet het kind echter op haar naam inschrijven met een onbekende vader, zo kon ze in Dallas J.R. en Jordan Lee chanteren voor geld. Jordan betaalde, maar J.R. niet. Kort daarna stierf Kristin op Southfork na een overdosis drugs. Zijn vader Jeff Farraday gaf Christopher aan Bobby met de missie uit te vissen wie de vader was. Eerst dacht Bobby aan Jordan Lee, maar die bleek een andere bloedgroep te hebben. Nadat J.R. dezelfde bloedgroep bleek te hebben dacht hij dat J.R. de vader was. Hij wilde hem confronteren met Christopher en vroeg aan Donna om Miss Ellie weg te lokken van Southfork, maar dat mislukte en hij wist ook niet dat zijn vrouw Pamela thuis was. Pam had in een inrichting gezeten omdat ze zich er niet mee kon verzoenen dat ze geen kinderen kon krijgen. Toen ze Bobby met een baby zag ging ze ervan uit dat hij een kind geadopteerd had. Bobby kon geen kant meer uit. Kort daarna legde J.R. de link en dacht hij dat hij de vader was. Hij probeerde Bobby hiermee te chanteren om controle te krijgen over Ewing Oil. Bobby en Pamela gingen op onderzoek in L.A. nadat Jeff Farraday vermoord werd en zo ontdekten ze dat Kristins baby niet van J.R. was maar van Jeff Farraday. Bobby kon hierna Christopher zonder problemen adopteren.